# Нептун (митология)
Вижте пояснителната страница за други значения на Нептун.
Нептун (на латински: Neptūnus) е бог на морето и течащите води в римската митология. Той е аналог на бог Посейдон в древногръцката митология. Нептун бил син на Сатурн и Опс (Рея), брат на Юпитер.
В негова чест се устройвали състезания с коне и колесници и празненства, наричани „нептуналии“. Римляните издигнали първия храм на Нептун след морската победа при Акциум през 31 г. пр. Хр.